# Háleygjatal

Háleygjatal est une poésie scaldique du scalde Eyvindr skáldaspillir écrite vers la fin du Xe siècle pour établir la dynastie de Håkon Sigurdsson comme l'égale sociale de la dynastie de Munsö.
Le poème n'est que partiellement conservé dans des extraits cités dans les recueils de poèmes Skáldskaparmál, Heimskringla et deux autres manuscrits de sagas de rois. Une partie du poème cité dans la Saga des Ynglingar mentionne Odin et Skaði. Il contient 27 générations (3 x 3 x 3), et certaines expressions semblent être empruntées à Ynglingatal. Le thème semble être de retracer la lignée des ancêtres du comte Hákon jusqu'au dieu Odin de la mythologie nordique et raconte leur mort ,. 
Quelque 14 strophes autonomes (lausarvísur) nous sont parvenues relatant des événements historiques. Certaines strophes sont mentionnées dans le deuxième couplet de l'hymne national norvégien "Ja, vi elsker dette landet".

## Sources
1. ↑  Projets Skaldique, traduction bilingue
2. ↑  Extrait du poème en langue norroise
3. ↑  Ynglingatal, nouvelles perspectives sur un texte ancien